# Motorpost

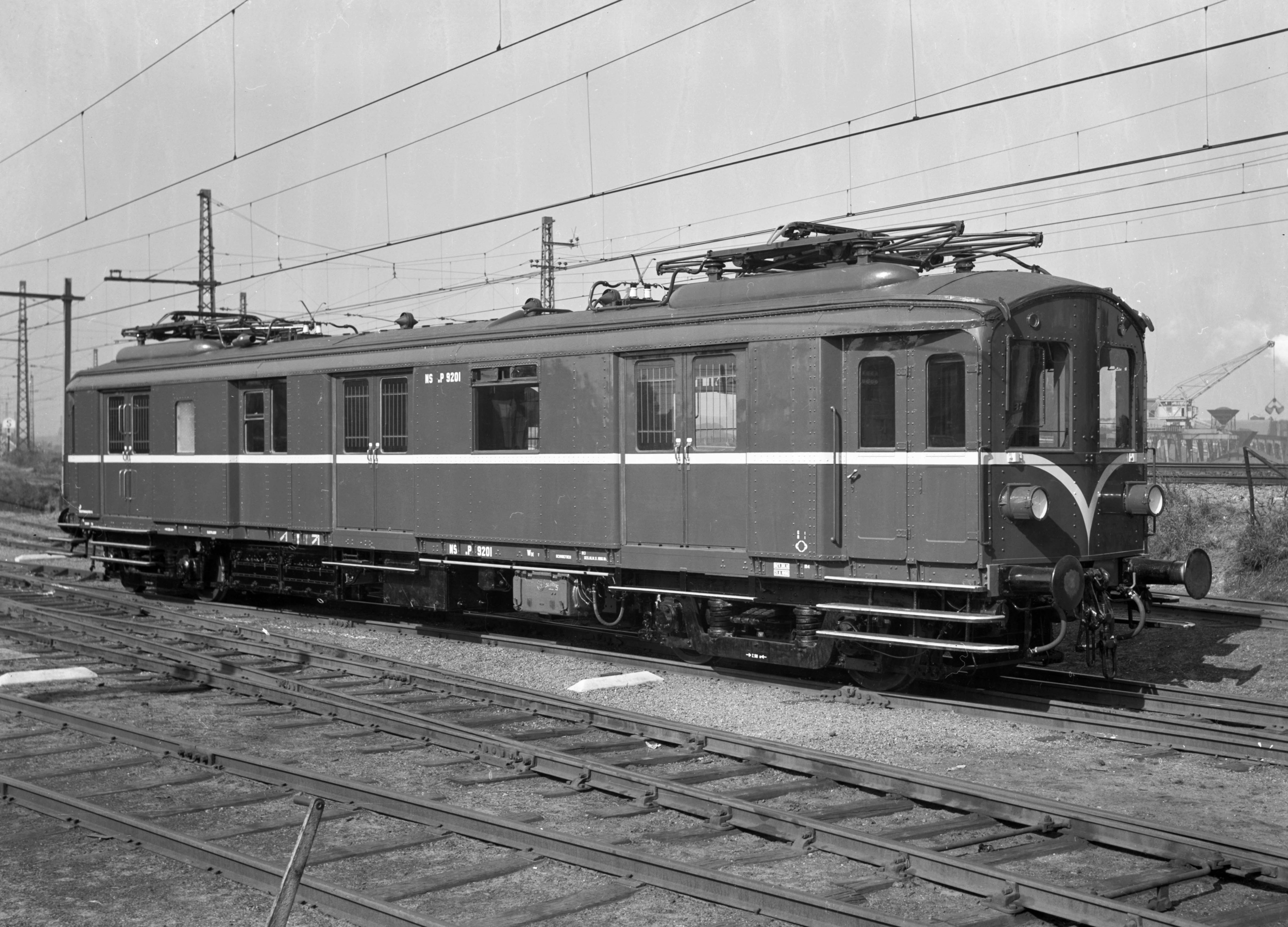
Voorgangers van de motorpostrijtuigen serie mP 3000 waren de 'Blokkendozen' van de serie mP 9200.

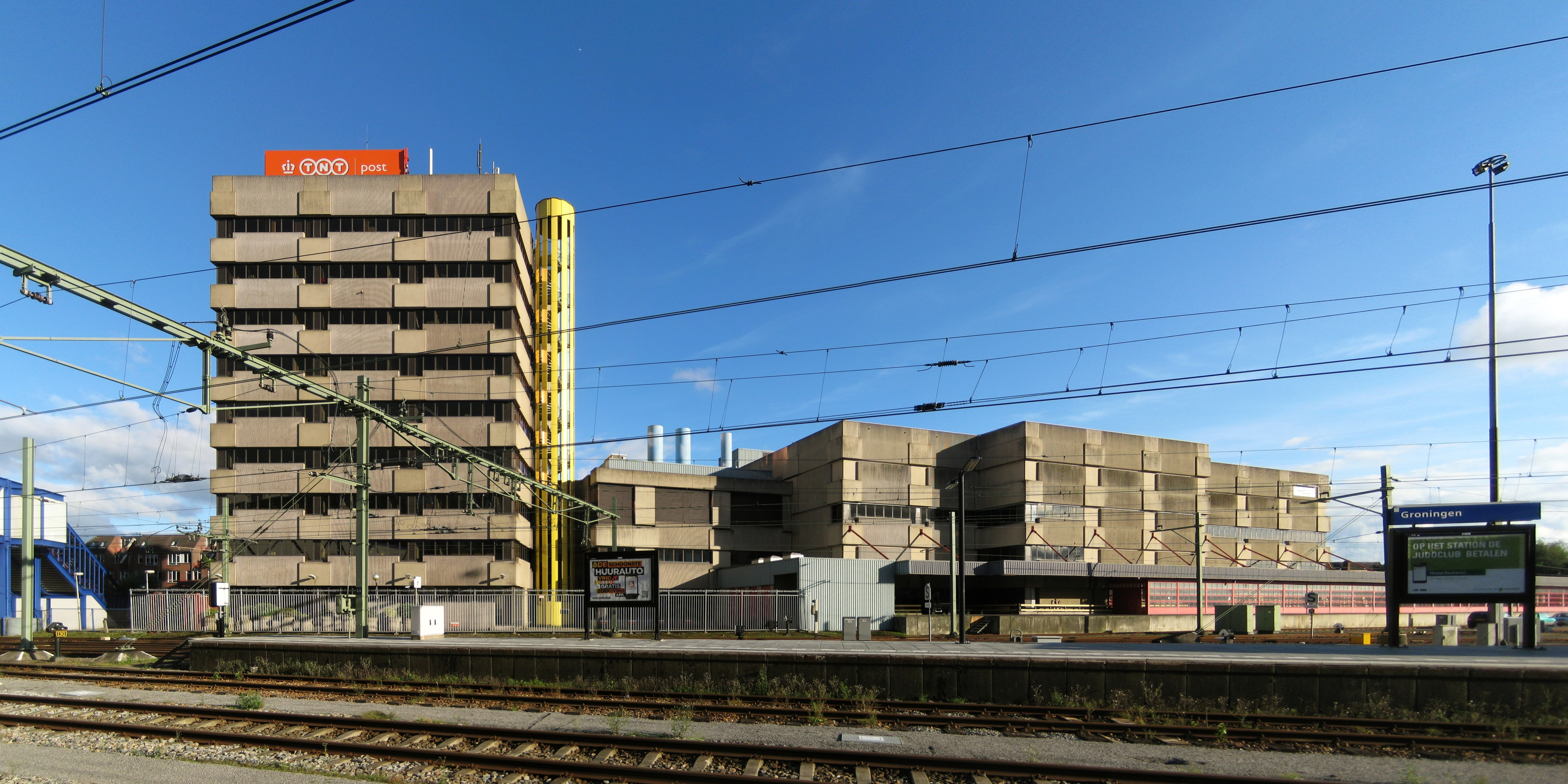
Het voormalige expeditieknooppunt bij het hoofdstation van Groningen (2012).

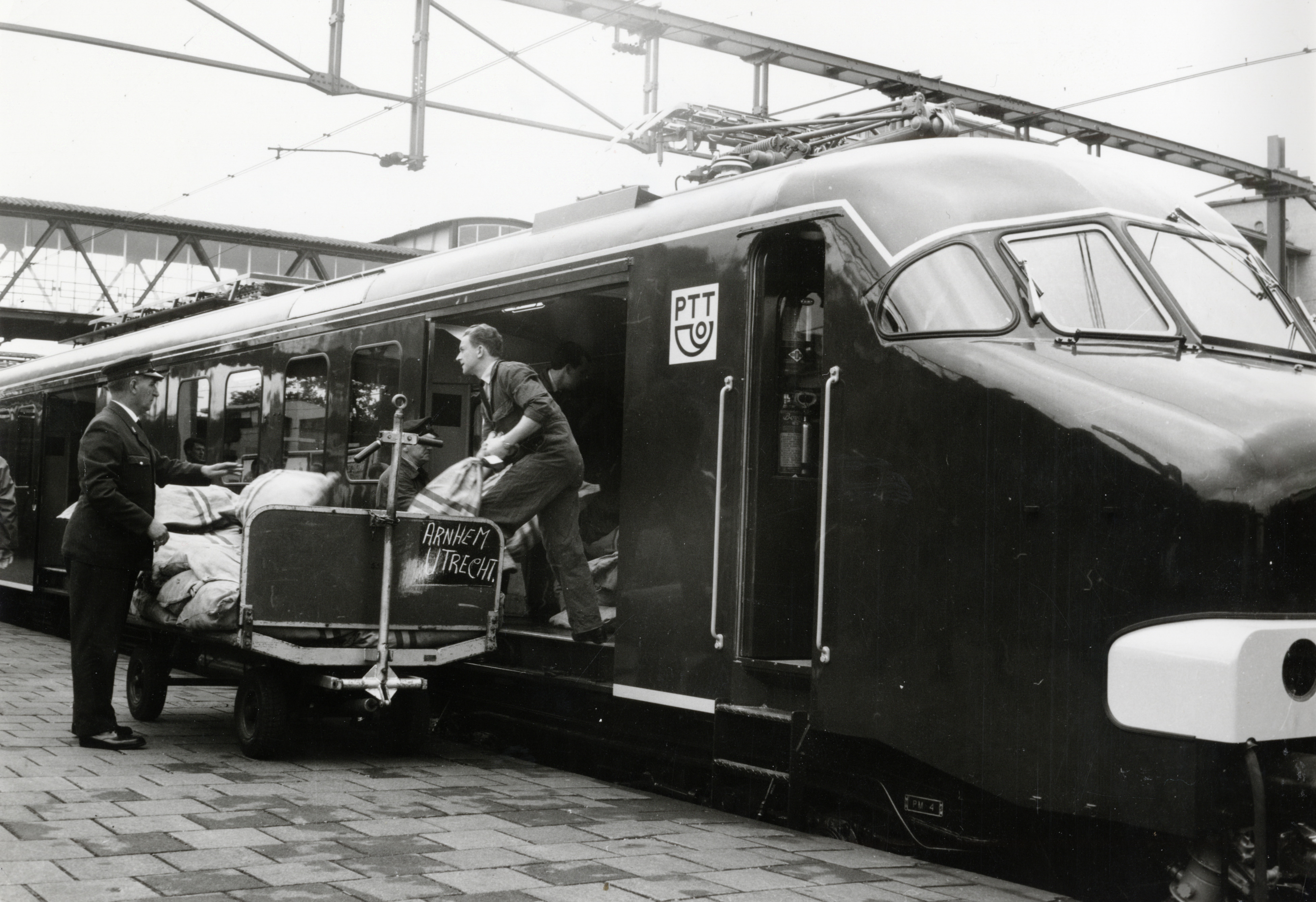
Het met de hand laden en lossen van postzakken te Arnhem; 27 augustus 1965.

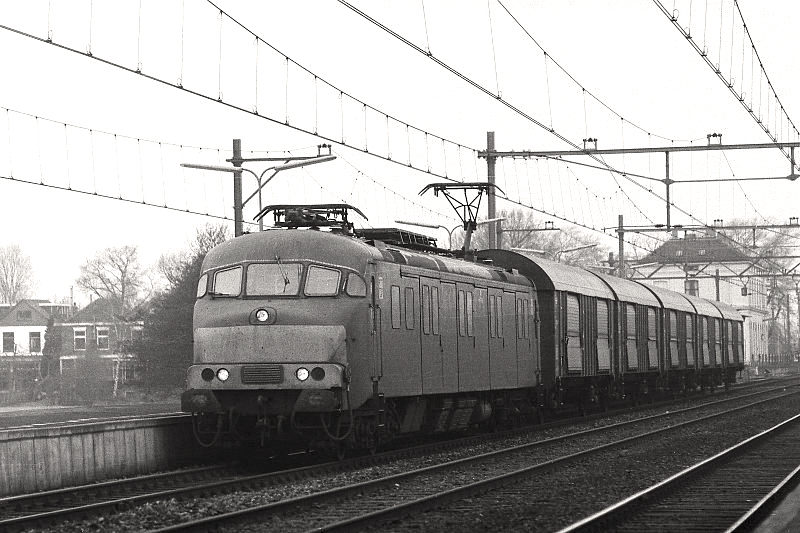
Posttrein met een motorpost in de oude bruine kleurstelling met geel contrastvlak in het station van Abcoude

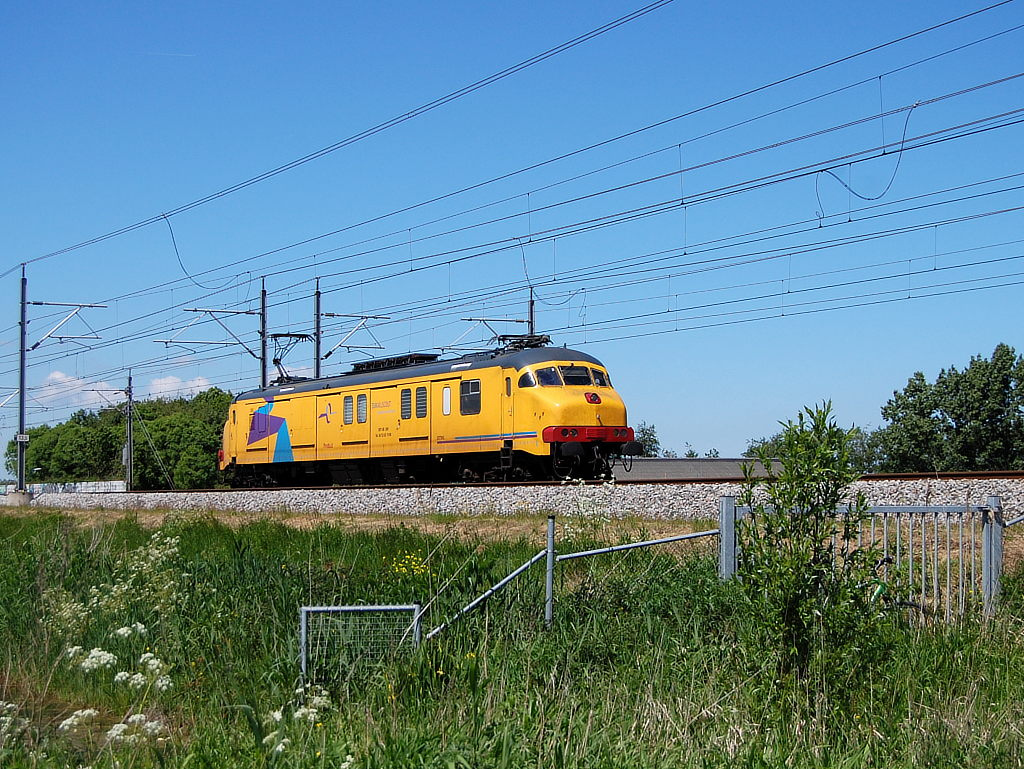
De tot meetrijtuig mP Jim verbouwde voormalige motorpost mP 3024 bij Baambrugge.

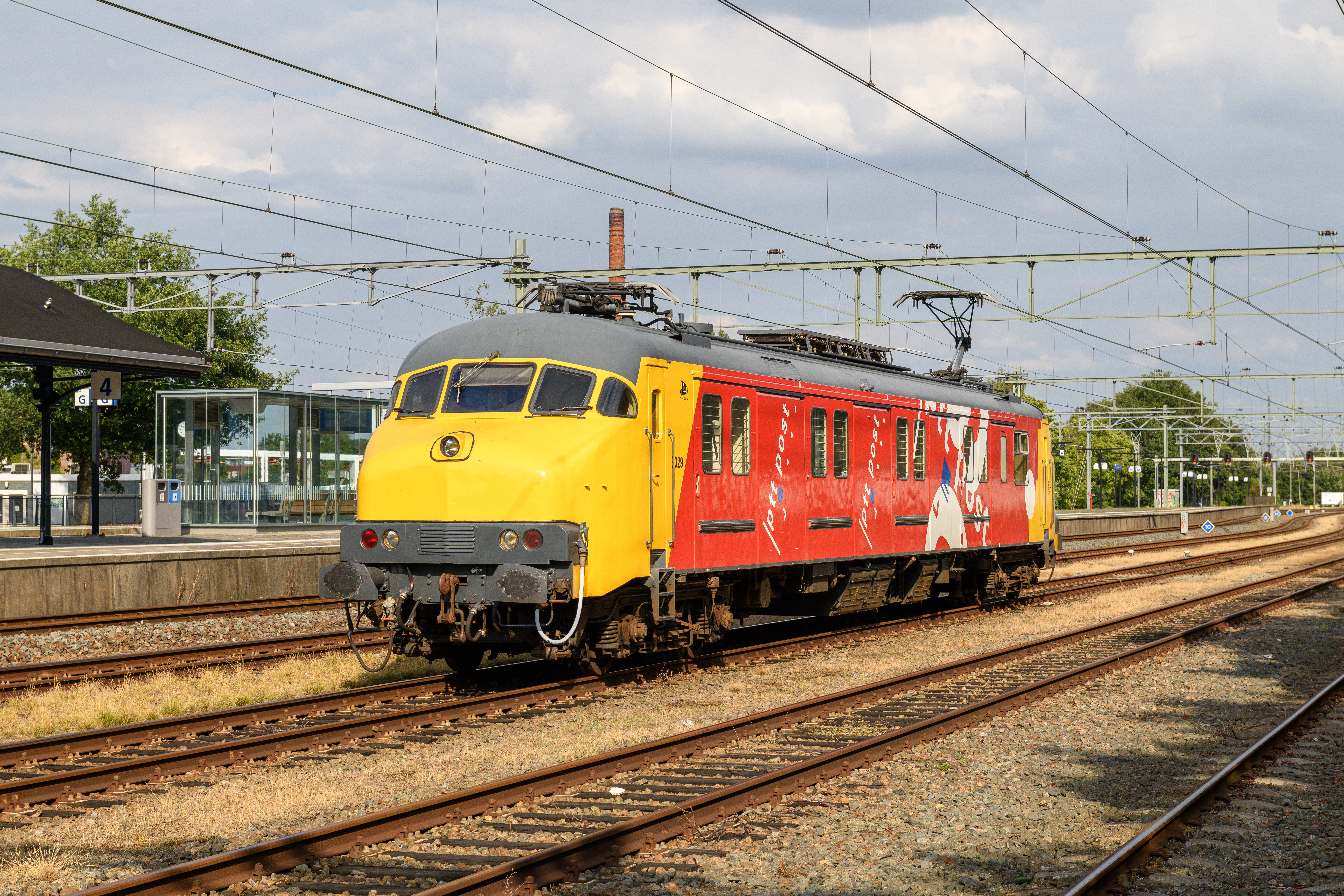
Motorpost 3029 van de Stichting 2454 CREW te Apeldoorn; 2022.

De Motorpost (Plan mP) is een Nederlands elektrisch motorrijtuig, speciaal ingericht voor het vervoer van post.

## Voorgeschiedenis
Al zolang er treinen rijden, vindt er postvervoer per spoor plaats. Dit gebeurde voornamelijk in speciale postrijtuigen die meereden in reizigerstreinen. Daarnaast reden ook treinen met uitsluitend postvervoer. Deze reden voornamelijk 's nachts. Met de komst van het stroomlijnmaterieel in de jaren dertig, werden ook speciale stroomlijnpostrijtuigen ontwikkeld. Deze rijtuigen hadden automatische koppelingen en konden dus alleen met treinstellen meerijden. Daarnaast werd ook in de treinstellen zelf vaak post vervoerd.
Omdat het meevoeren van post in reizigerstreinen door het laden en lossen regelmatig voor vertraging zorgde, werd in de jaren vijftig besloten om de post zo veel mogelijk gescheiden van het reizigersvervoer te vervoeren. Door de buitendienststelling van Mat '24 (Blokkendozen) in de reizigersdienst, kwamen elektrische motorrijtuigen beschikbaar. Een aantal motorrijtuigen werd dan ook verbouwd tot postmotorrijtuigen en genummerd in serie mP 9200. Nu kon de post los van reizigerstreinen vervoerd worden in elektrisch materieel met vergelijkbare snelheid. Tussen 1956 en 1960 werden in totaal 25 Blokkendoos-motorrijtuigen verbouwd tot motorpost.

## De motorpostrijtuigen
In de jaren zestig werden door de PTT 35 speciaal voor het postvervoer ontworpen postmotorrijtuigen aangeschaft ter vervanging van de oude Blokkendoosrijtuigen. De serie werd genummerd in mP 3000 en is afgeleid van het Elektrisch Materieel '64. De rijtuigen zijn in 1965 en 1966 gebouwd door Werkspoor. Het onderhoud werd verzorgd door de NS, die ook het rijdend personeel leverde.
In tegenstelling tot Mat '64, dat van Scharfenbergkoppelingen is voorzien, heeft een mP 3000 conventionele schroefkoppelingen en buffers, waardoor koppeling met de postrijtuigen Plan C, Plan E en Plan L en met goederenwagens mogelijk was. Treinschakeling tot maximaal drie mP's was mogelijk. Aanvankelijk waren de postmotorrijtuigen roodbruin geschilderd, zoals de oude Blokkendoos-motorposten. Voor een betere zichtbaarheid kregen ze later een groot geel vlak tussen de lichtbalk en het derde frontsein.
De Plan mP werd, net als het Materieel '64, aangedreven met gelijkstroommotoren waarvan het vermogen werd geregeld met rijweerstanden.
Tussen de tweede helft van de jaren zeventig en de eerste helft van de jaren tachtig werden de motorposten overgeschilderd in een combinatie van de nieuwe NS-huisstijl (geel) en de PTT-huisstijl (rood). Door de privatisering van de PTT werd de huisstijl vanaf 1989 opnieuw aangepast. Sinds de jaren zeventig reden ze voornamelijk met de speciale postwagens type Hbbkkss.

## Inzet

### In het postvervoer
Gelijktijdig met de ontwikkeling van de motorposten werd ook het zogenaamde sternet ontwikkeld. Hierbij was Utrecht het punt waar alle treinen vanuit de 11 verschillende PTT-expeditiepunten samenkwamen. Door de komst van deze knooppunten kon het postvervoer beter worden geconcentreerd. Dagelijks reden vanuit Amsterdam, Haarlem, Zwolle, Leeuwarden, Groningen, Arnhem, 's-Hertogenbosch, Den Haag, Roosendaal, Rotterdam en Sittard posttreinen naar Utrecht om aldaar gerangeerd te worden tot een posttrein met een nieuwe bestemming of om rolcontainers met briefpost in zakken of met pakketten uit te wisselen. De gedachte was om zo weinig mogelijk containers over te slaan. Zo werd bijvoorbeeld in Den Haag een trein samengesteld met een motorpost bestemd voor Arnhem, één goederenpostwagon bestemd voor Groningen aangevuld met Utrecht en Zwolle, een voor Leeuwarden op dezelfde wijze aangevuld, een voor Sittard en een voor Roosendaal beiden aangevuld met 's-Hertogenbosch en Utrecht. Naast het sternet bestond er het zogenaamde Randstadnet tussen Rotterdam, Den Haag, Haarlem en Amsterdam v.v. In totaal vond vijfmaal per etmaal een uitwisseling plaats: één 's morgens, één 's middags, twee in de avonduren en de laatste in de nacht. Ook op zaterdag en in de nacht van zondag op maandag vond er een uitwisseling plaats. Vrachtwagens brachten de poststukken van en naar de expeditieknooppunten. Ook Deventer en Eindhoven hadden een klein expeditieknooppunt, dat echter facultatief werden bediend.
De meeste knooppunten lagen bij de hoofdstations van de genoemde plaatsen en waren voorzien van een sorteercentrum en soms ook een postkantoor. Hoewel het expeditieknooppunt in Amsterdam niet meer bij de PTT in gebruik is, is dit wellicht het bekendste gebouw dat als zodanig dienst heeft gedaan. Het in 2009 wegens gebiedsvernieuwing gesloopte gebouw stond bekend als het Post CS-gebouw.

### Na de beëindiging van het postvervoer per spoor
In 1992 werd de eerste voormalige motorpost overgedragen aan de NS. De mP 3032 werd verbouwd tot ATB-meetrijtuig ter vervanging van het uit Mat '24 verbouwde meetrijtuig 'Jules'. De mP 3032 kreeg hierbij de bijnaam 'mP Jules'. Later werd het meetbedrijf van NS afgesplitst en ging het meetrijtuig over naar Eurailscout.
In 1995 nam de NS opnieuw een aantal motorposten van de PTT over. Deze werden ingezet in het vervoer van materialen en materieel tussen de verschillende werkplaatsen. Vanaf mei 1997 vindt er helemaal geen postvervoer per spoor meer plaats in Nederland. Hiermee werden ook de laatste overbodig geworden motorposten verkocht aan NS Cargo. Ook deze voormalige motorposten werden voornamelijk ingezet in het vervoer tussen de werkplaatsen en enkele andere lichte goederentreinen. Ook waren er plannen voor het vervoer van bloemen tussen Groningen en Hoofddorp. Deze plannen werden niet uitgevoerd en ook het vervoer tussen de werkplaatsen door middel van een speciaal opgezet sternet kwam al snel ten einde.
Hierna werden de meeste voormalige motorposten buiten dienst gesteld en gesloopt. Hierbij werden bruikbare onderdelen afgestaan voor treinstellen Mat '64. Twee motorposten (de mP 3027 en mP 3030) bleven als loopjongen voor diverse lichte overbrengingen en voor wegleerritten in gebruik.
Vier motorposten (de mP 3024, mP 3029, mP 3033 en mP 3034) zijn verbouwd tot meetrijtuig voor ERTMS. Na afloop van deze metingen, uitgevoerd in opdracht van Railion en ProRail, gingen de mP 3024 en mP 3029 over naar Eurailscout, waarvan de mP 3024 werd verbouwd tot meetrijtuig 'mP Jim' en de mP 3029 voor reserveonderdelen werd gebruikt. De 3027, 3030, 3033 en 3034 werden gesloopt in 2009. De geplukte mP 3029 is eind 2019 overgenomen door de Stichting 2454 CREW.

## Museummaterieel
Eén motorpost (de mP 3031) is opgenomen in de collectie van het Nederlands Spoorwegmuseum te Utrecht. Deze is inmiddels weer roodbruin geschilderd, de kleur van de afleveringstoestand. Ook de postwagen Hbbkkss 242 2 043 behoort tot de collectie.
De Stichting Stadskanaal Rail in Stadskanaal beschikte over de postwagen Hbbkkss 242 2 019. Deze is in 2023 overgedragen aan de Stichting 2454 CREW.
Nadat de mP 3029 eind 2019 door de Stichting 2454 CREW was overgenomen werd deze opgeknapt in de voormalige locomotiefloods in Roosendaal. Deze is in rijvaardige staat teruggebracht in de rood/gele PTT uitvoering van de jaren '90, met opschriften en zonder NS logo's, en op 16 februari 2021 opgeleverd op het terrein van de SSN. Deze is beschikbaar voor rondritten.

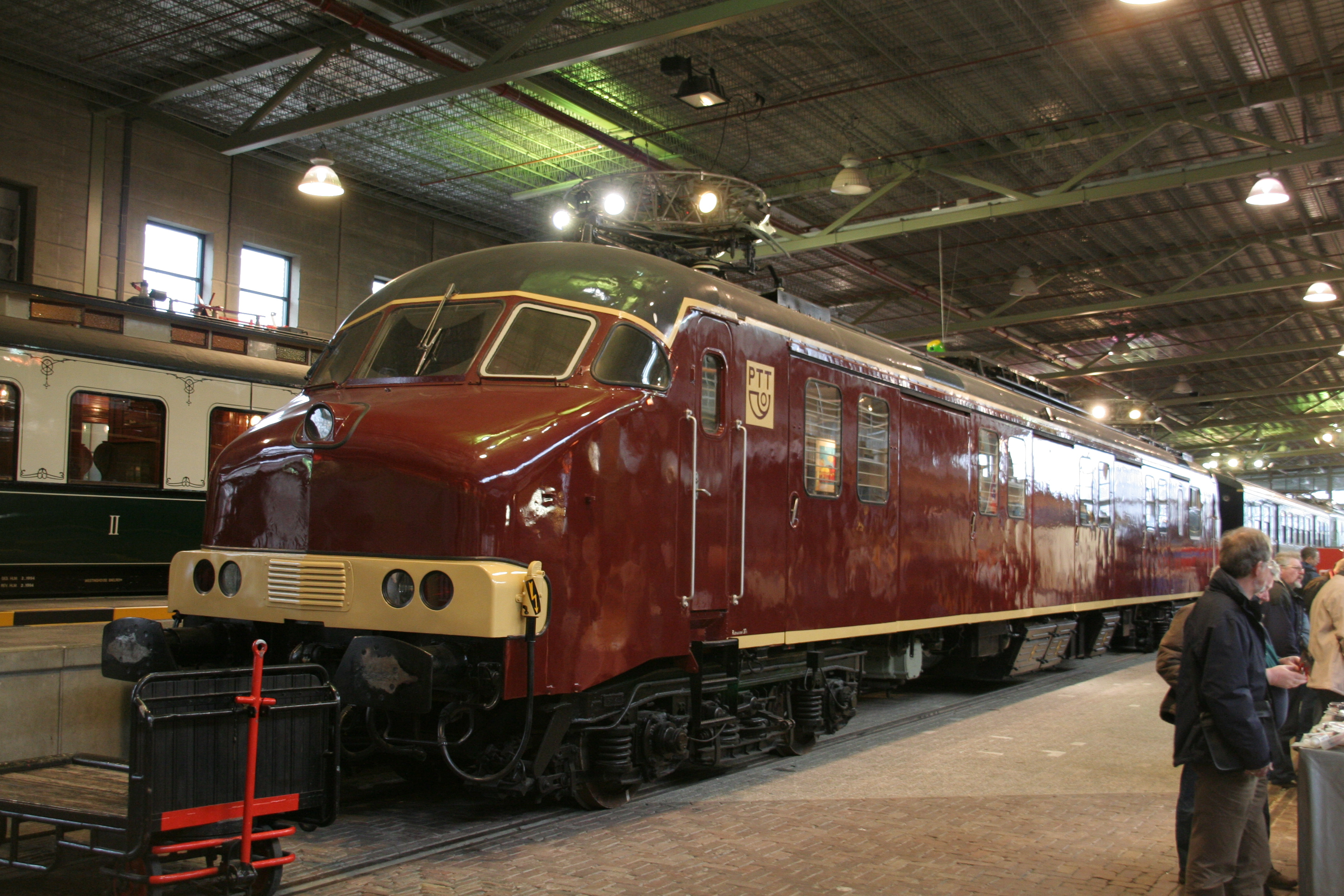
Motorpost 3031 in het Nederlands Spoorwegmuseum.
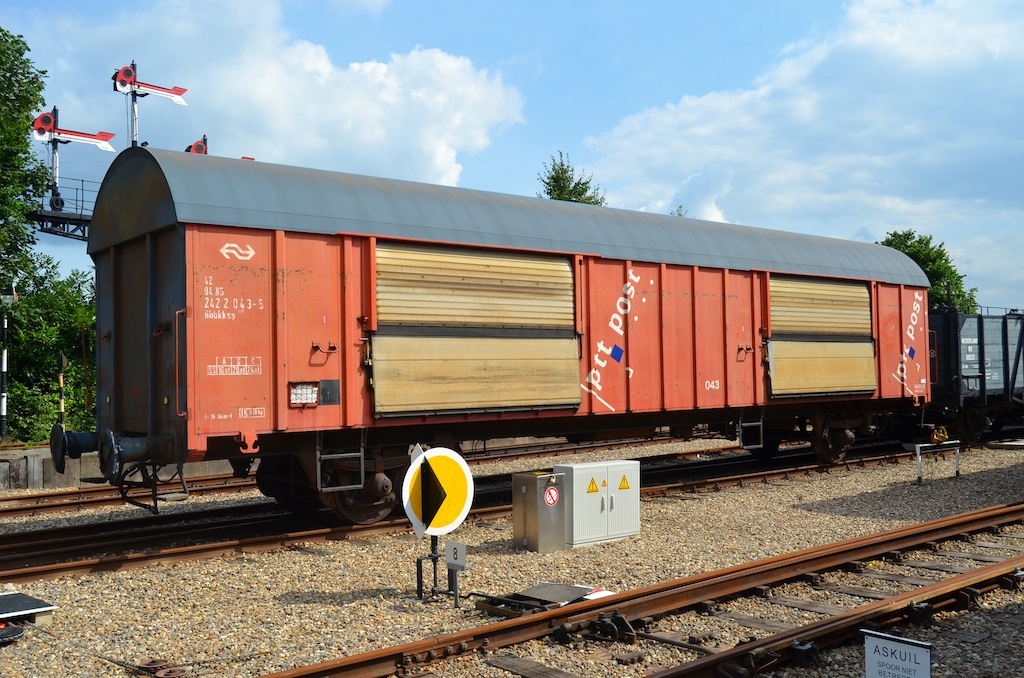
Postwagen NS 242 2 043 Hbbkkss in het Nederlands Spoorwegmuseum.
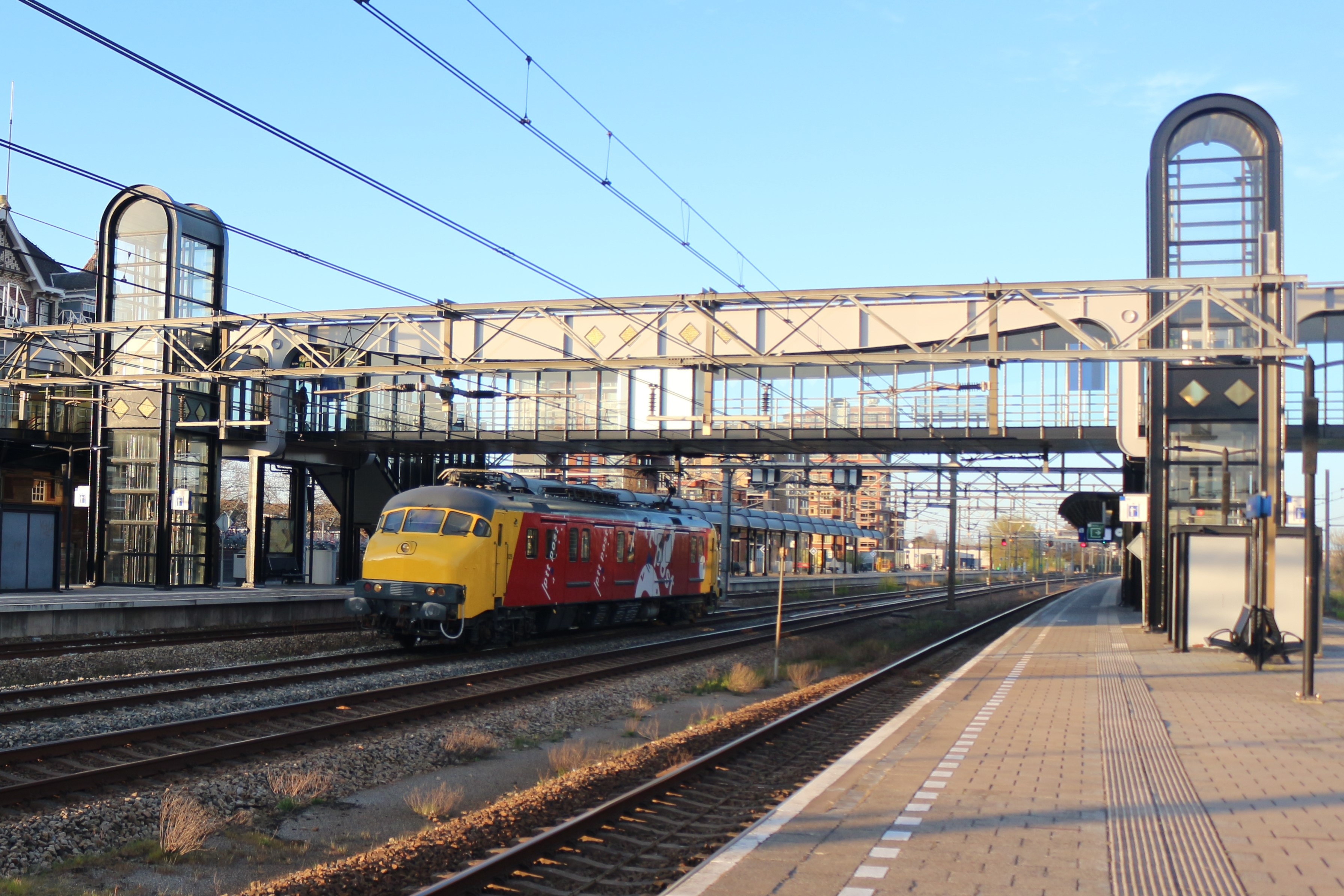
Motorpost 3029 van de Stichting 2454 CREW passeert Station Woerden.
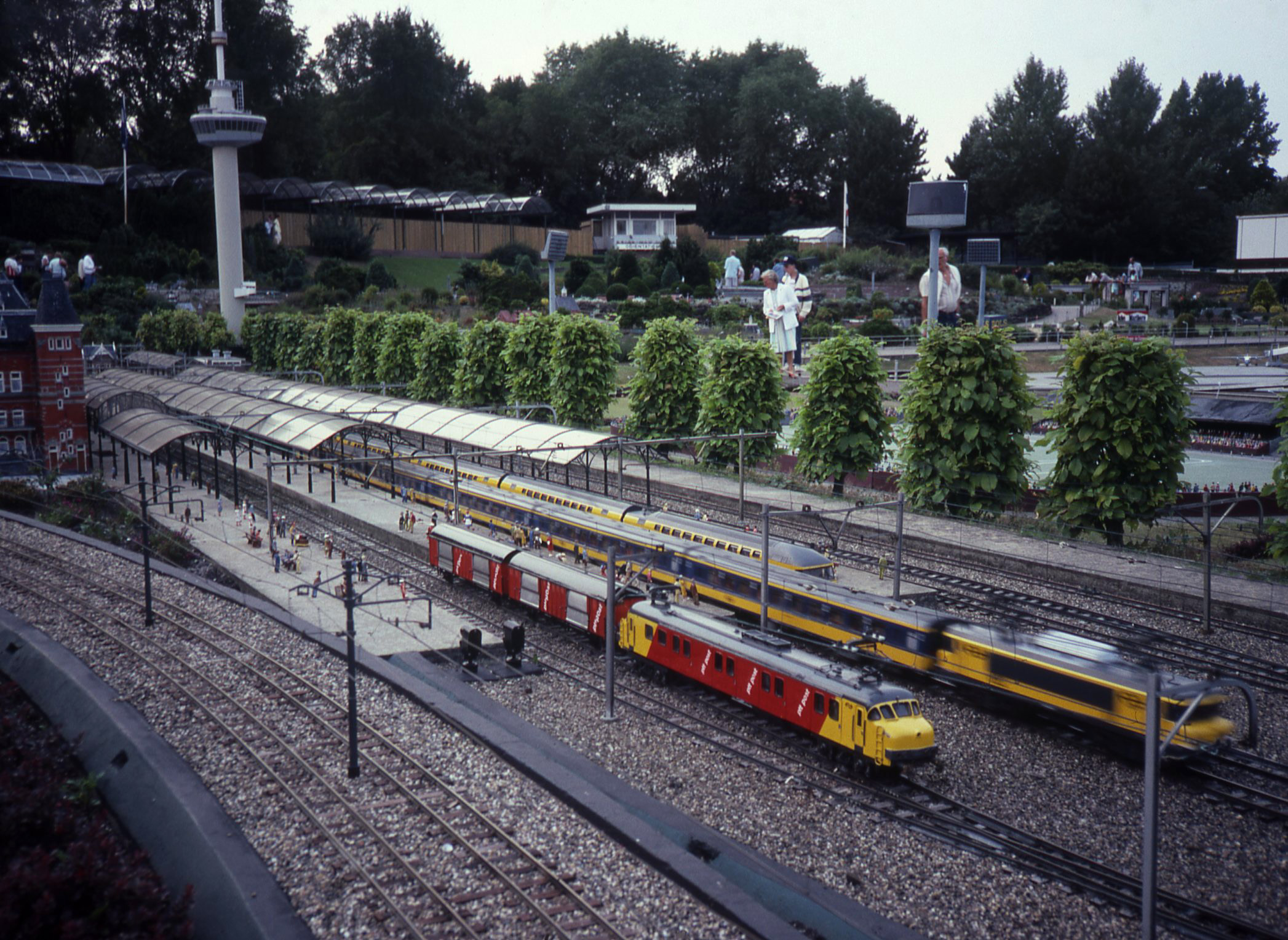
De Motorpost rijdt op schaal 1:25 ook rond in miniatuurstad Madurodam.

## Trivia
In het jeugdboek Inspecteur Arglistig en de overval op nachtposttrein 3037 van de schrijver Wim van Helden speelt de fictieve mP3037 een hoofdrol.
ZHESM-materieel · Mat '24 · Verbrandingsmotorrijtuigen omBC · Stroomlijnmotorrijtuig omBC · Blauwe Engel · Kameel · Motorpost · DH 1 (Wadloper) · mDDM